# Tengger (Volk)
Die Tengger sind ein Volk mit ca. 600.000 Angehörigen in Ostjava und wohnen schwerpunktmäßig um den Gunung Bromo, einen der aktivsten Vulkane in Indonesien. Nach ihnen wird die Gegend auch Tengger genannt. Das Gebiet liegt im Nationalpark Bromo-Tengger-Semeru. Die Sprache Tenggerisch ist ein altertümliches Javanisch mit einer eigenen, aus dem Kawi gebildeten Schrift.

## Herkunft
Die Tengger sehen sich als direkte Nachfahren der Majapahit-Prinzessin Roro Anteng und ihres Gemahls Joko Seger vom Ende des 15. Jahrhunderts. Aus den Endsilben dieser Namen wurde der Name des Volkes gebildet.

## Religion
Die Tengger zählen zu den indonesischen Hindus, auch wenn ihre früher Buddha Jawa (Sunyata) genannte Religion Elemente aus dem lokalen Volksglauben, dem Buddhismus und einen Ahnenkult enthält. Das höchste Fest des tenggerischen Mondjahres ist Yadnya Kasada (auch Kasodo), das alle 270 Tage zu Ehren des Gottes Sang Hyang Widhi im Krater des Bromo gefeiert wird.

## Lebensstil
Die Tengger der Niederungen leben als Bauern, während die der höheren Regionen als Nomaden mit Ponys umherziehen.